# Gregorio Modrego y Casaus
Gregorio Modrego y Casaús (El Buste, Saragoça, 17 de novembro de 1890 - Barcelona, 16 de janeiro de 1972) foi um clérigo espanhol e primeiro arcebispo de Barcelona.

## Biografia
Gregorio Modrego y Casaus estudou no seminário de Taraçona (1903-1910) e depois no Pontifício Colégio Espanhol em Roma (1910-1914), doutorando-se em Teologia Sagrada, e estudando simultaneamente Filosofia e Direito Canônico. Foi ordenado sacerdote em 13 de maio de 1914, na Diocese de Taraçona.
Após isso, foi professor de Filosofia no seminário de Taraçona, cargo que ocupou até ser nomeado cônego leitoral daquela catedral em 1920, passando depois para a cátedra de Sagrada Escritura até 1933. Em 1930, o então bispo de Taraçona, Isidro Gomá, nomeou-o secretário da câmara e do governo daquela diocese; em 1933, quando Gomá passou a Arquidiocese de Toledo, Modrego assumiu o cargo de secretário-chanceler da arquidiocese primaz.
Em 8 de junho de 1936, foi nomeado bispo auxiliar de Toledo e bispo titular de Aezani. Recebeu a ordenação episcopal pelo Arcebispo de Toledo, Cardeal Isidro Gomá y Tomás, em 11 de outubro de 1936, na Catedral de Taraçona; os principais co-consagradores foram Marcelino Olaechea Loizaga SDB, Arcebispo de Valência, e Nicanor Mutiloa e Irurita CSsR, Bispo de Taraçona.
Em 1937, foi um dos signatários da chamada “Pastoral da Cruzada”, visando dar autoridade moral e apoio aos Nacionais rebeldes, além de ter recebido a nomeação de pró-vigário geral militar. Depois da morte do Cardeal Gomá, em agosto de 1940, a Santa Sé confiou a Dom Modrego a administração apostólica de Toledo, com os poderes de bispo residencial, administrador apostólico de Cuenca e vigário-geral militar. Também atuou a favor da restauração do rito moçárabe. Depois da Guerra Civil, conseguiu a restauração do Corpo Eclesiástico do Exército, suprimido pelo Governo da Segunda República. Ainda foi Comissário Geral Apostólico da Bula da Santa Cruzada (1940-1942).
O Papa Pio XII nomeou-o Bispo de Barcelona em 30 de dezembro de 1942. Tomou posse canônica em 26 de março de 1943 e fez sua entrada oficial no dia seguinte. Foi o primeiro bispo nomeado segundo o acordo de 1941 assinado entre a Santa Sé e o novo Estado espanhol. O seu trabalho pastoral se destacou pela reconstrução da maioria dos templos queimados e destruídos durante a guerra, pela construção de numerosas paróquias, e diversos eventos e congressos, como o XXXV Congresso Eucarístico Internacional, em 1952. Também promoveu obras assistenciais e sociais, como a organização da Cáritas e o lançamento das casas do Congresso Eucarístico. Foi Procurador das Cortes nas primeiras oito legislaturas das Cortes espanholas.
Em reconhecimento a seu trabalho, em 27 de outubro de 1952, o Papa Pio XII concedeu-lhe o título pessoal de arcebispo. O arcebispo participou das quatro sessões do Concílio Vaticano II. Com a elevação da diocese à Arquidiocese pelo Papa Paulo VI, em 25 de março de 1964 foi nomeado primeiro Arcebispo de Barcelona. Em 1966, eclodiu a campanha “Queremos bispos catalães” contra a nomeação do seu coadjutor, Marcelo González Martín. Com sua renúncia por idade em 7 de janeiro de 1967, foi nomeado arcebispo titular de Mons na Numídia, e retirou-se para um convento. Devido às mudanças nas diretrizes da Cúria, ele renunciou ao cargo de titular em 11 de dezembro de 1970, permanecendo como arcebispo emérito de Barcelona até sua morte.